# Richard Ryder

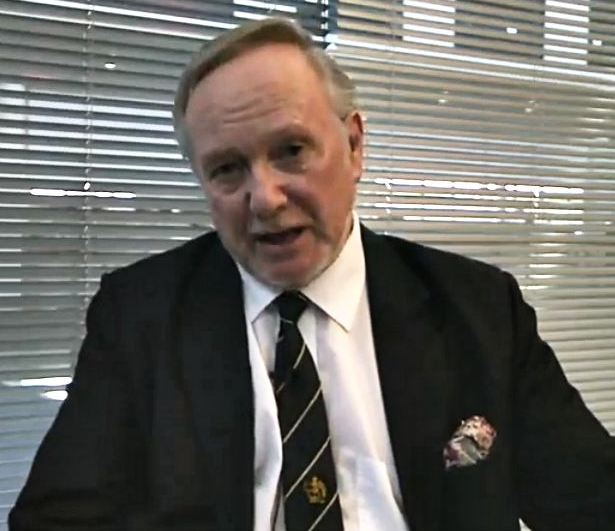
Richard D. Ryder (2012)

Richard D. Ryder (* 1940 in Purbeck, England) ist ein britischer Psychologe, Autor und einer der Pioniere der modernen Tierbefreiungsbewegung und Tierrechtsbewegung.

## Wirken
Ryder verwendete in einem selbst herausgegebenen Flugblatt, das 1970 in Oxford veröffentlicht wurde, zum ersten Mal den Begriff des Speziesismus (zu deutsch etwa: „Artenarroganz“). Er stellte seine Tierversuche ein, nachdem er zu der Überzeugung gekommen war, sie seien unmoralisch. Seine Ansicht wurde durch ein Buch Peter Singers populär. Die Artenarroganz wird von beiden Autoren als ein Analogon zum Rassismus verstanden. Genauso wie Rassisten ungerechtfertigt die Interessen ihrer eigenen „Rasse“ bevorzugten, würden die Anhänger der Artenarroganz ungerechtfertigt die Interessen der Mitglieder ihrer eigenen Art über diejenigen aller anderen Lebewesen stellen.
Seine, aus diesem Gedanken heraus entwickelte, pathozentrische Ethik verortet Ryder zwischen den Positionen Singers und Tom Regans. Regans Argument, moralisch relevant sei der inhärente Wert, der Tieren innewohne, kritisiert Ryder als zu vage. Zentral in Ryders Moraltheorie ist die Maxime das Leiden anderer zu reduzieren. Anders als im Utilitarismus Singers kann für Ryder das Leid verschiedener Individuen nicht addiert werden, so dass die Zahl der Individuen, die von einer Handlung betroffen werden, als irrelevant gilt. Er fordert – so der Titel eines seiner Bücher – eine Animal Revolution, welche die Befreiung der Tiere zum Ergebnis haben soll. Antispeziesismus ist für ihn kein Nebenschauplatz, sondern „Teil einer neuen und erweiterten Vision von Frieden und Glück“; er meint: „Wir diskutieren, wie ich glaube, eine Thematik, die für die Zukunft unseres Planeten von grundsätzlicher Wichtigkeit ist.“

## Ehrungen – Auszeichnungen
- Peter-Singer-Preis (2021)[5]

## Schriften
- Victims of Science: The use of animals in research. Davis-Poynter, London 1975, ISBN 0-7067-0151-8.
- The Political Animal: The Conquest of Speciesism. Jefferson 1998.
- Animal Revolution: Changing Attitudes Towards Speciesism. Oxford 2000.
- Painism: A Modern Morality. London 2001.
- Putting Morality Back Into Politics. Exeter 2006.
- Speciesism, Painism and Happiness: A Morality for the Twenty-First Century. Exeter 2011.
- The Black Pimpernel. Ivybridge 2012.